# Родинний добір
Роди́нний добі́р (англ. kin selection) — добір, який сприяє виживанню близьких родичів даної особини. Такими родичами можуть бути нащадки даної особини, або її сибси та інші родичі.
Автор терміна (але не самого поняття) Джон Мейнард Сміт, 1964. Як приклади ознак, що виникають внаслідок родинного добору, Сміт наводив турботу про потомство, імітацію поранення, а також касти стерильних робітників у суспільних комах. Сміт і пізніші дослідники вважають родинний добір процесом, близьким до соціально-групового, та, можливо, проміжним між індивідуальним та груповим добором.
Одна з перших ідей в обґрунтуванні родинного добору була висловлена Джоном Голдейном, він стверджував, що альтруїзм може виникати, якщо він спрямований не просто на особин даного виду, даної популяції, а саме на особин, які знаходяться у родинних зв'язках, однак механізму оцінки ступеня родинних зв'язків запропоновано не було.
Основний внесок у розвиток даної концепції зробив Вільям Гамільтон. У своїх ідеях щодо обґрунтування теорії родинного добору  Гамільтон пов'язував альтруїстичну поведінку з наявністю у родичів ідентичних за походженням генів. Саме такий підхід був покладений в обґрунтування концепції родинного добору та її математичної моделі.
Альтруїстичну поведінку можна пояснити за допомогою родинного добору та правила Гамільтона.
Не всі дослідники погоджуються з реальністю існування родинного добору. В. Грант вважає, що явища, які описує родинний добір, цілком можуть бути пояснені іншими типами добору, тобто індивідуальним добором турботи про потомство, або соціально-груповим добором, або сукупною дією цих двох процесів. Тому потреби в окремому терміні — родинний добір — немає.